# جهاد الحب
جهاد الحب ويُعرف أيضًا بجهاد روميو، وهو جهاد مزعوم يقوم به الرجال المسلمون لاستهداف النساء من المجتمعات غير المسلمة لتحويل دينهن إلى الإسلام من خلال إدعائهم الحب لهؤلاء النساء. ارتفع صدد هذا المفهوم إلى أن أصبح قلقًا وطنيًا في الهند عام 2009 بعد التحول الديني المزعوم لعدد من النساء، والذي بدأ بولاية كيرلا الهندية ثم ولاية كارناتاكا.
في نوفمبر عام 2009، صرح جاكوب بونوز، مدير عام الشرطة، بعدم وجود أي منظمة حاول أعضاؤها استقطاب البنات في كيرلا عبر تزييف الحب، بهدف تحويل دينهن إلى الإسلام. وأخبر محمكة كيرلا العليا وجود شكوك بثلاثة تقارير من التقارير الثمانية عشر التي وردت إليه بشأن هذا التوجه. ومع ذلك، استمرت التحقيقات في هذا الشأن مع غياب الأدلة القوية على صحته. وفي ديسمبر عام 2009، توصل القاضي كيه. تي. سانكاران، الذي رفض قبول التقرير المُقدم بواسطة بونوز، إلى وجود بعض المؤشرات على التحولات الدينية القسرية، وذلك من خلال مذكرات إحدى الحالات، وصرح بأن تقارير الشرطة توضح وجود «جهد منسق» متنكرًا «المباركات الدينية لبعض الجماعات» بهدف تحويل دين النساء إلى الإسلام. صرحت المحكمة، في أثناء سماع مرافعة الكفالة للمتهمين في قضية «جهاد الحب»، أنه كان هناك بين 3000 إلى 4000 حالة من حالات التحول الديني تلك خلال الأعوام الأربع الماضية. أبقت محكمة كيرلا العليا على التحقيقات بهذه القضية، في ديسمبر عام 2009، مانحةً إعفاءً للمتهمين بالقضية على الرغم من انتقادها لتحقيقات الشرطة. أُغلق التحقيق بواسطة القاضي إم. شاشيداران نامبيار عقب تصريحات بونوز بعدم توفر أي أدلة قاطعة على وجود «جهاد الحب».
صرحت حكومة كارناتاكا في عام 2010 بأنه بالرغم من تحول العديد من النساء إلى الإسلام، لم تكن هناك أي محاولات منظمة لإقناعهن بذلك. وفي عام 2012، وبعد عامين من التحقيقات في أمر جهاد الحب المزعوم، صرحت شرطة كيرلا بأنها «حملة بلا مضمون». وفي وقت لاحق، بدأت قضية جديدة ضد موقع إلكتروني يحتوي على إعلانات مزيفة لمنظمات مسلمة تعرض المال للشباب المسلم في مقابل استقطاب البنات وخداعهن. لم تجد شرطة ولاية أتر برديش، في سبتمبر عام 2014، أي أدلة على محاولات للتحويل الديني أو التحويل الديني القسري في خمس حالات من الحالات الستة التي أُبلغ عنها بشأن قضية جهاد الحب خلال الأشهر الثلاث الماضية. وقالت الشرطة إن حالات الخداع المتقطعة التي يقوم بها بعض الرجال معدومي الضمير ليست دليلًا على وجود مؤامرة على نطاق واسع.
وفي عام 2017، بعد حكم محكمة كيرلا العليا بعدم جواز الزواج بين المرأة الهندوسية والرجل المسلم على أساس جهاد الحب، قدم زوج مسلم استئنافًا إلى المحكمة الهندية العليا، وأمرت المحكمة وكالة التحقيق الوطنية (NIA)، بناءً على الأدلة «غير المنحازة والمستقلة» التي طلبتها من هذه الوكالة، بالتحقيق في جميع الحالات المشابهة لإنشاء نمط خاص بجهاد الحب. سمحت المحكمة لوكالة التحقيق الوطنية بأن تستكشف جميع الوقائع المشابهة والمشبوهة لإيجاد ما إذا كانت هناك أي منظمات محظورة، مثل الحركة الإسلامية لطلاب الهند، التي تستغل السيدات الهندوسيات الضعيفات لتجنيدهن ليصبحن إرهابيات. طرحت الوكالة، سابقًا قبل طلب المحكمة، أن القضية لم تكن حدثًا «فرديًا» وأنها رصدت نمطًا معينًا بدأ في الولاية، مصرحةً عن وجود قضية أخرى اشترك فيها نفس الأشخاص الذين كانوا مُحرِّضين في القضية السابقة.
ارتفع صدد هذا المفهوم في البداية إلى أن أصبح قلقًا وطنيًا في الهند عام 2009، مع ادعاءات بانتشار التحولات الدينية في ولايتي كيرلا وكارناتاكا ، ولكن انتشرت الادعاءات بعد ذلك عبر الهند وما بعدها، حتى وصلت باكستان والمملكة المتحدة. زادت ادعاءات جهاد الحب من القلق في المنظمات الدينية المتنوعة من الهندوسية، والسيخية، والمسيحية، وذلك مع موجات انتشار هذا المفهوم في الأعوام 2009، و2010، و2011، و2014، ولكن كانت المنظمات الإسلامية تنكر صحة هذه الادعاءات. ظل هذا المفهوم مصدرًا للنزاع السياسي والقلق الاجتماعي للعديد من الناس، على الرغم من اعتبار فكرة جهاد الحب المنظم نظريةَ مؤامرة، حتى عام 2014، بواسطة التيارات الهندية، وذلك طبقًا لوكالة رويترز.
في أغسطس عام 2017، صرحت وكالة التحقيق الوطنية بأنها وجدت مُعلمًا مشتركًا في بعض حالات جهاد الحب في أغسطس عام 2017. وطبقًا لإحدى المقالات الصحفية بعد ذلك في مجلة ذي إيكونوميست، «فشلت تحقيقات الشرطة المتكررة في إيجاد الأدلة على أي خطة منظمة للتحويل الديني. وكشف المراسلون مرارًا وتكرارًا أن ادعاءات جهاد الحب تعتبر تخيلات محمومةً في أفضل الحالات، واتهامات ملفقةً ومتعمدةً بأوقات الانتخابات في أسوأ الحالات». وطبقًا للتقرير نفسه، كان الطابع المشترك للعديد من ادعاءات «جهاد الحب» هو الاعتراض العارم على الزواج بين الأديان المختلفة، على الرغم أن «القانون الهندي لا يقيم أي حواجز أمام الزواج بين الأديان المختلفة، أو أمام التحول الديني من خلال الموافقة المسبقة والراضية. ولكن ما زالت هذه الفكرة قائمةً، حتى ولو رفضها «الضحايا» المزعومون ووصفوها بالهراء».

## خلفية

### التحول الديني عبر الإغراء العاطفي
يشير كتاب أكسفورد للتحول الديني إلى أن فاعلية الإغراءات العاطفية في تحويل الناس من دين لآخر معروفة جيدًا، وغالبًا ما يستغلها القادة الدينيون. استخدمت المجموعات الدينية طرقًا مثل قصف الحب والصيد بالمغازلة لترغيب الضحايا المحتملين. يعتبر جهاد الحب نشاطًا مزعومًا يستخدم فيه الشباب المسلم هذه الإغراءات العاطفية، من خلال إفتان الفتيات لإغوائهن حتى يتحولن للإسلام بعد تزييفهم للحب، ووصفت بعض التقارير هذا النشاط بأنه سلوك منظم، وممول.

### التوترات التاريخية الإقليمية
نشر المراسل الصحفي سيدارتا ماهانتا بمقالته بجريدة شيكاغو تريبيون، ومجلة فورين بوليسي، أن مؤامرة جهاد الحب الحديثة تمتد جذورها إلى تقسيم الهند عام 1947. أدى هذا التقسيم إلى خلق دول ذات سيادة بدومينيون باكستان، والتي انقسمت بعد ذلك إلى جمهورية باكستان الإسلامية وجمهورية بنغلاديش الشعبية، بالإضافة إلى اتحاد الهند، والذي أصبح بعد ذلك جمهورية الهند. وأدى خلق دولتين بأغلبيات دينية مختلفة إلى هجرة على نطاق واسع، مع انتقال ملايين الأشخاص بين الدولتين، وانتشرت تقارير عن اعتداءات الجنسية وتحولات دينية قسرية للنساء بواسطة رجال من الدينين. تأثرت النساء الموجودة بطرفي هذا النزاع على حد سواء، ما أدى إلى قيام كلتا الحكومتين، الهندية والباكستانية، بتنفيذ «عمليات استرداد» لهذه النساء، وأعادت الحكومتان أكثر من 20000 سيدة مسلمة، و9000 سيدة غير مسلمة بين عامي 1947 و1956. سبب هذا التاريخ المتوتر صدامات متكررة بين الأديان على مدار العقدين التاليين أيضًا، مثل الضغط الثقافي المناهض للزواج بين الأديان في كلا الجانبين، وذلك طبقًا لماهانتا.
كان الهندوس يمثلون الأغلبية الدينية في الهند بنسبة 81%، بينما كانت نسبة المسلمين 13%، وذلك حتى عام 2014.

### عادات وتقاليد الزواج
تحظى الهند بتقليد طويل في الزيجات المدبرة، والتي لا يختار فيها الزوجان بعضهما البعض بنفسهما. شهدت الهند عبر أول عقدين من القرن الواحد والعشرين، ارتفاعًا في زيجات الحب، على الرغم من استمرار التوترات حول الزواج بين الأديان، مع استمرار بعض الزيجات التقليدية المحبطة الأخرى. وفي عام 2012، نشرت الصحيفة الهندوسية ارتفاع حالات الترهيب غير القانوني ضد حرية موافقة الأزواج على زواجهم في هذه الزيجات المحبطة، بما يشمل الزواج بين الأديان. وفي تلك السنة، نظرت ولاية أتر برديش إلى اقتراح تعديل قانون الزواج لإزالة شرط التصريح بالدين، وذلك أملًا في تشجيع الذين يخفون زواجهم بين الأديان، بسبب الأعراف الاجتماعية، على تسجيل زيجاتهم.
يتعلق أحد التوترات المحيطة بالزواج بين الأديان بالخوف من التحول الديني المطلوب بعد الزواج، بل والذي يكون قسريًا في بعض الأحيان. يعتبر الزواج في الإسلام عقدًا قانونيًا ذا شروط متعلقة بدين الطرفين. وبينما يُسمح للنساء المسلمات في نطاق هذا العقد أن يتزوجن من الرجال المسلمين فقط، يُسمح للرجال المسلمين أن يتزوجوا من «أهل الكتاب»، وهم اليهود والمسيحيون طبقًا لتفسير أغلبية الفقهاء، مع تنازع الفقهاء على ما إذا كان الهندوس ضمن أهل الكتاب أم لا. وطبقًا لإحدى المقالات لعام 2014 بجريدة مومباي ميرور، تتحول بعض العرائس غير المسلمات في الزيجات المسلمة الهندوسية إلى الإسلام، بينما يختار البعض الآخر الزواج المدني في ظل قانون الزواج الخاص لعام 1954. ويعتبر الزواج بين السيدات المسلمة والرجال الهندوس، بما يتضمن السيخيين والجاينيين، والبوذيين، زواجًا مدنيًا قانونيًا في ظل قانون الزواج الخاص لعام 1954.